# Métis
Pour les articles homonymes, voir Métis (homonymie).

Barack Obama, 44e président des États-Unis, issu d’un père afro-américain d’origine kényane, et d’une mère euro-américaine d’origine britannique et irlandaise.

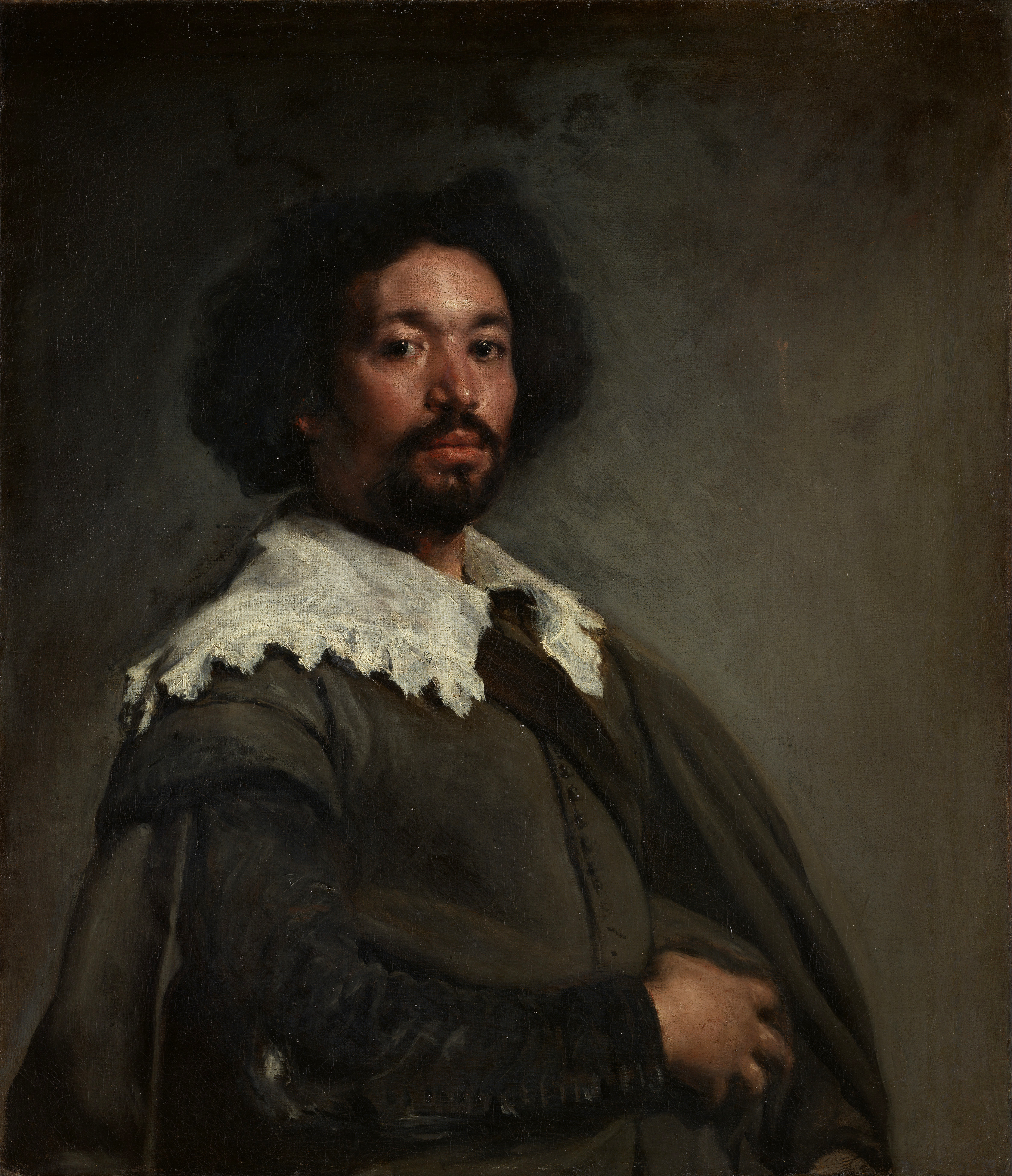
Juan de Pareja, peintre baroque, né d'un père espagnol et d'une mère esclave noire, peint par Velasquez (1650).

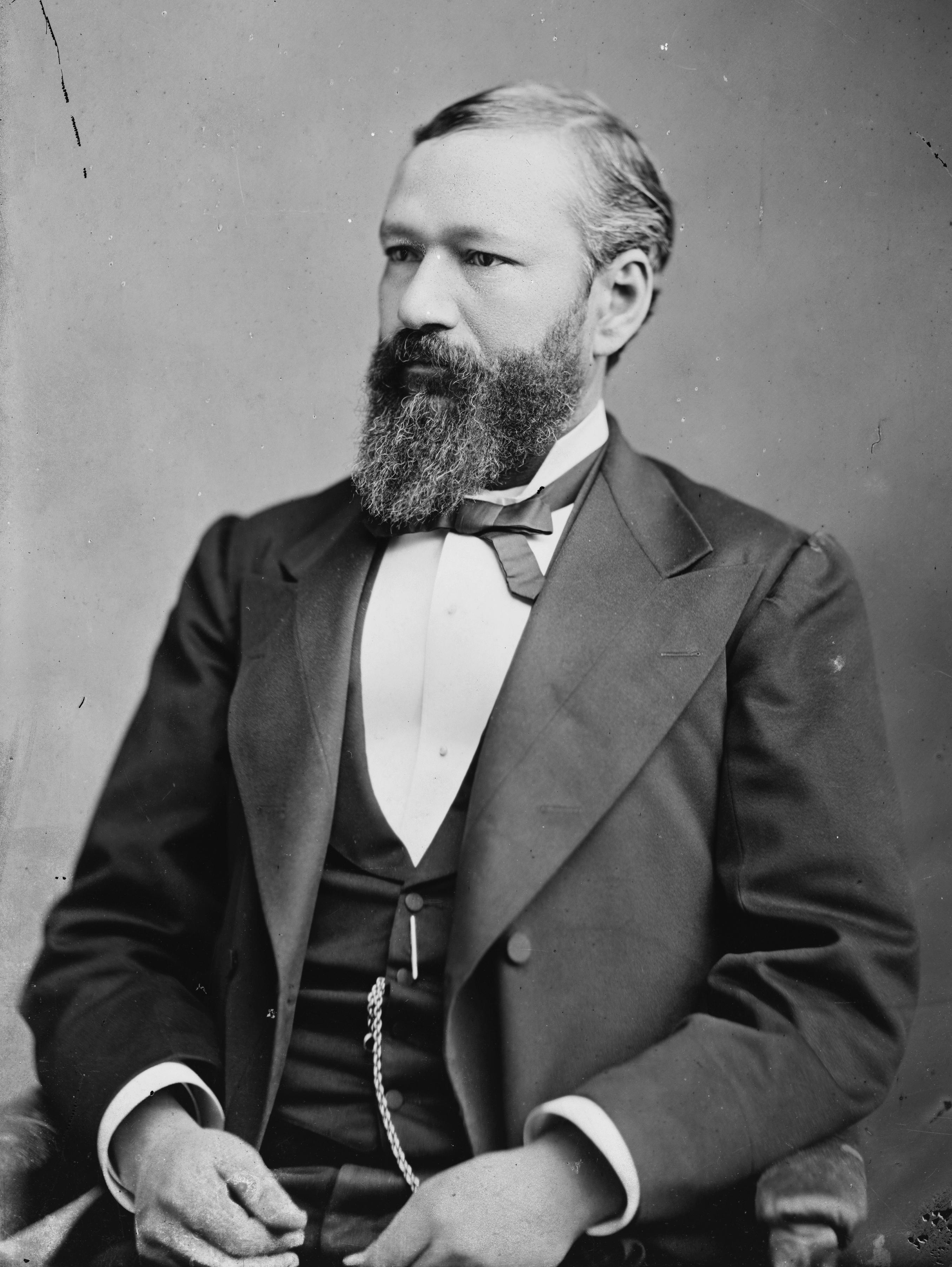
Pinckney Benton Stewart Pinchback, premier gouverneur afro-américain des États-Unis.

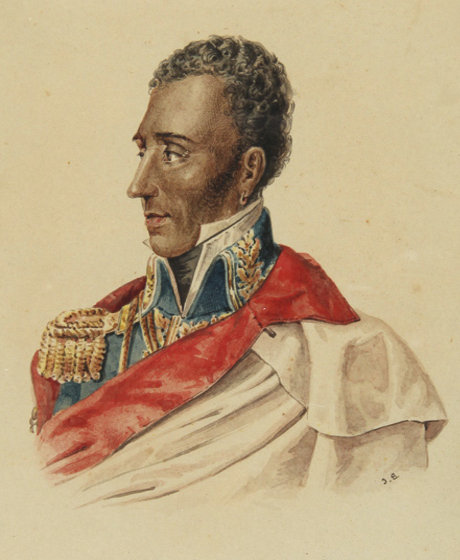
Portrait de Jean-Pierre Boyer, président d'Haïti (né mulâtre ou « libre de couleur »).

Un métis, au féminin une métisse (du latin mixtīcius, ou mixtus, qui signifie « mélangé », « mêlé »), est une personne dont les parents ont des caractéristiques phénotypiques ou des origines ethniques différentes ou multiples. Pour les scientifiques, tous les êtres humains sont le produit d'un mélange génétique de même nature.

## Étymologie
La forme mestis (« qui est fait moitié d'une chose, moitié d'une autre ») est attestée depuis le XIIIe siècle. En 1615, le mot « métice », emprunté au portugais, désigne alors une personne née de parents appartenant à des populations présentant des différences phénotypiques visibles (comme la pigmentation de la peau). Le terme métis fut notamment utilisé pour désigner les nombreux descendants de parents européens et « indigènes » issus de la colonisation. On utilisa également le terme miscégénation dans le même sens que métissage.

## Définition

### Métissage humain
Au début de la colonisation espagnole en Amérique, le terme mestizo (attesté en ce sens en 1598) sert à dénommer cette nouvelle catégorie d’êtres humains issus des unions entre Amérindiens et Espagnols. Il se différencie alors de mulato (mulâtre), désignant les personnes issues d'unions entre Noirs et Espagnols, et de zambo, désignant les personnes issues d'unions entre Noirs et Amérindiens. À partir du XVIIe, se met en place une « société des castes » où les différentes combinaisons ethniques et degrés de métissage entre Européens, Amérindiens et Africains sont définis et hiérarchisés en généralement sept groupes (Espagnols, castizos, moriscos, mestizos, mulattos, Indiens et Noirs). Un mouvement artistique, la peinture de castes (pinturas de castas), se développe par ailleurs en Nouvelle-Espagne au XVIIIe siècle et qui représente les diverses castes au sein des colonies espagnoles et notamment les mélanges ethniques.

#### Degrés de métissage
Au XVIIIe siècle, dans les Antilles françaises, à Saint-Domingue (aujourd'hui Haïti), en Guadeloupe et en Martinique, la systématisation et la radicalisation de l’emploi des nuances de métissage dans les registres paroissiaux arrivent après la guerre de Sept Ans (1756-1763). En Martinique et en Guadeloupe, le terme de « métis » désigne alors une personne ayant 1/4 de « sang noir » tandis que dans la partie française de Saint-Domingue, il désigne une personne qui en possède 1/8e. La différence entre la partie française de Saint-Domingue et la Martinique et la Guadeloupe vient principalement de l'inversion des catégories « métis » et « quarteron ». Les termes suivants étaient utilisés dans les registres paroissiaux, puis dans les actes d'état-civil en fonction des différents degrés de métissage,, :
| Proportion d'ancêtres noirs | Saint-Domingue | Guadeloupe/Martinique |
| 7/8                         | Sacatra        | -                     |
| 3/4                         | Griffe         | Capre                 |
| 5/8                         | Marabou        | -                     |
| 1/2                         | Mulâtre        | Mulâtre               |
| 1/4                         | Quarteron      | Métis                 |
| 1/8                         | Métis          | Quarteron             |
| 1/16                        | Mamelouk       | Mamelouk              |
| 1/32                        | Quarteronné    | -                     |
| 1/64                        | Sang-mêlé      | -                     |

### Métissage culturel
Le métissage culturel correspond soit à une acculturation (emprunt d'éléments culturels allogènes par des individus appartenant à une culture donnée), soit à la fusion de deux ou plusieurs cultures, indépendamment du mélange des individus qui la composent. Pour Serge Gruzinski, « La notion de "métissage culturel" […] est lourde des ambiguïtés attachées au concept même de culture. »

### Critiques de la notion

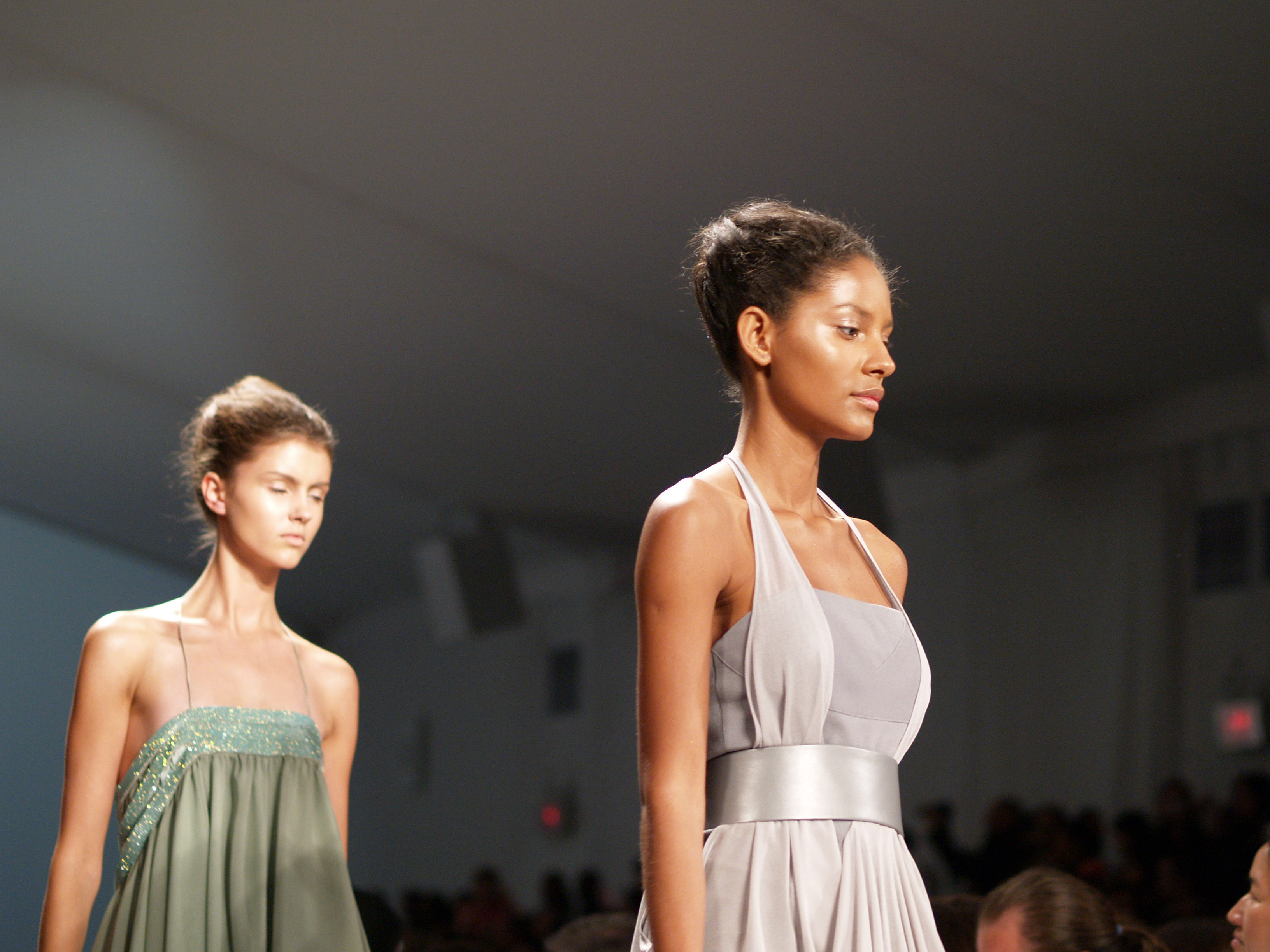
Emanuela de Paula, mannequin brésilienne

La pertinence analytique de la notion est contestée par des chercheurs en sciences sociales car elle supposerait qu'il existe des « entités pures », ou des races, distinctes au sein de l'espèce humaine,. Pour Catherine Coquery-Vidrovitch et Éric Mesnard, « "métis" et "métissage" sont des mots "pièges", car ils supposent, dans le domaine humain, le mélange de "races" considérées comme pures, ce qui est, du point de vue biologique, une absurdité. Toutefois, l’histoire de la colonisation a donné naissance à des catégories d’individus pour lesquels fut progressivement élaborée une législation discriminante ».
L'anthropologue Jean-Loup Amselle revient sur le terme dans une réédition de Logiques métisses. Après avoir rappelé qu'il s'agit d'un terme d'élevage, il « estime désormais que cette notion est viciée à la base » car elle impose de présupposer des « entités pures », voire une « pureté culturelle ou raciale » puisque « si le métissage existe, il est en effet toujours second ». C'est pourquoi il abandonne le terme au profit de celui de « branchements ».
Pour l'historien Serge Gruzinski, « le métissage biologique présuppose l’existence de groupes humains purs, physiquement distincts et séparés par des frontières que le mélange des corps, sous l’emprise du désir et de la sexualité, viendrait pulvériser ». C'est donc un « […] présupposé embarrassant pour tous ceux qui cherchent à se défaire de la notion de race ». Il décide finalement d'employer « le mot de métissage pour désigner les mélanges survenus au XVIe siècle sur le sol américain entre des êtres, des imaginaires et des formes de vie issus de quatre continents ».

## Métissage dans le monde

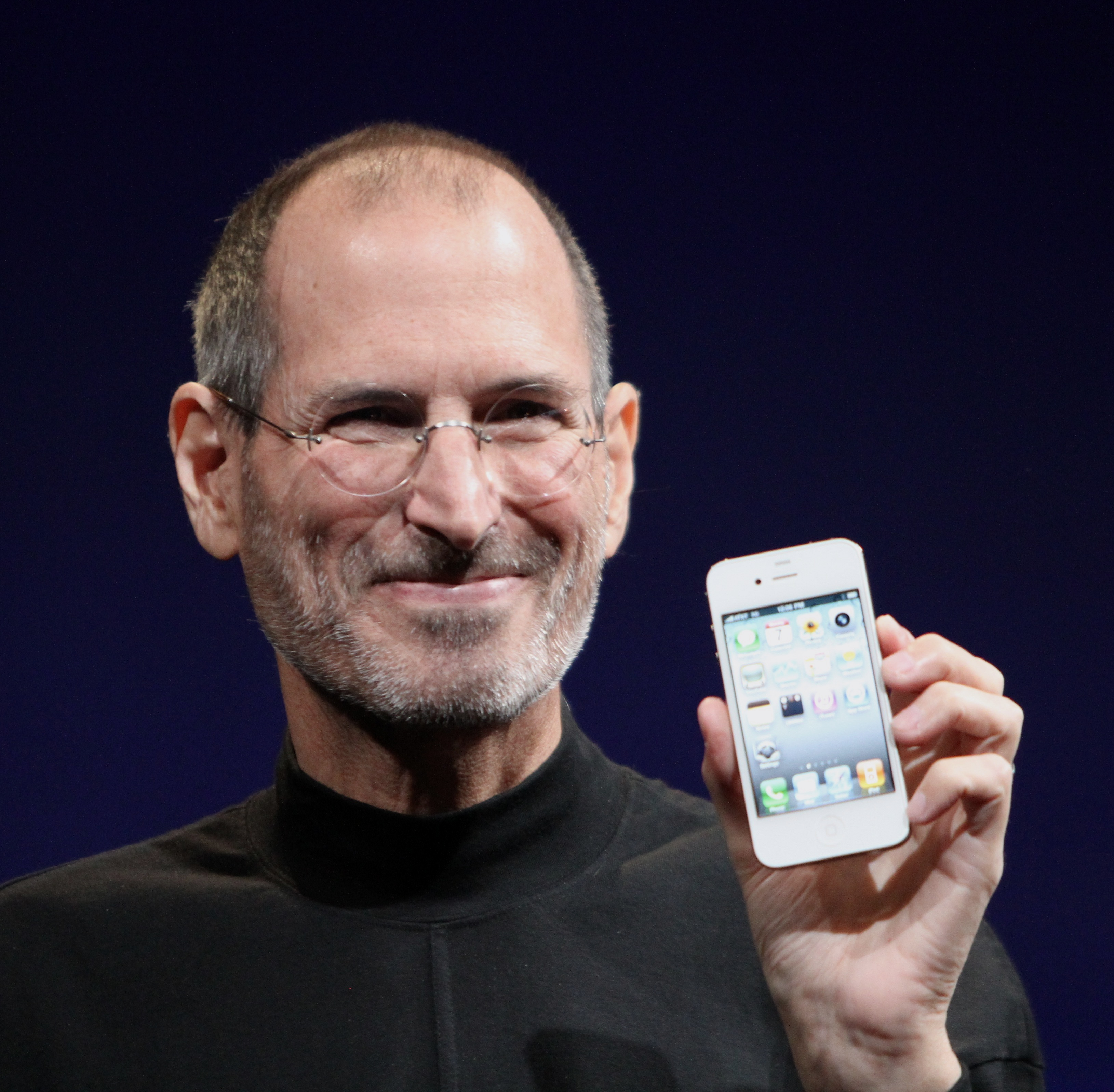
Le célèbre ingénieur et inventeur américain Steve Jobs est né d'un père biologique arabe de Syrie et d'une mère biologique d'origine suisse.

Au Moyen Âge, lorsqu'une grande partie de la péninsule Ibérique (Al-Andalus) et de la Sicile était sous domination maure, par exemple, les enfants issus d'unions entre des Ibériques, Siciliens, Maures… étaient fréquents. Ainsi d'après une étude génétique récente d'Adams et al. en 2008, les habitants de la péninsule Ibérique auraient en moyenne environ 11 % d'ancêtres nord-africains avec des variations géographiques importantes allant de 2 % en Catalogne à près de 22 % en Castille du Nord-Ouest. Selon une autre étude de Capelli et al. en 2009, 7-8 % des lignées paternelles des Espagnols, Portugais et Siciliens sont originaires du Maghreb et ont été introduites par les Maures au Moyen Âge.
La population du Brésil résulte de métissages entre les Amérindiens, les Noirs et les Blancs. Les types mulato et mulata ont été « érigés en types nationaux par excellence, jusqu’à ce qu’ils soient dénoncés comme une machination destinée à couvrir la réalité de la discrimination raciale au Brésil ». Le Jour du Métis, célébré le 27 juin, est une date officielle dans certains États du Brésil.
L'Amérique est une zone de peuplement humain où le métissage a une influence non négligeable. À l'inverse, les mariages mixtes, que ce soit entre des groupes nationaux, ethniques, religieux ou raciaux différents, peuvent être découragés par la pression sociale, par la loi (aux États-Unis, la règle « one-drop rule » stipulait, suivant le principe d'hypodescendance, que toute personne ayant un ancêtre noir était considérée comme noire), voire simplement interdits (ainsi en Afrique du Sud pendant l'apartheid, dans certains États des États-Unis jusque dans le courant du XXe siècle, en Chine durant la période mandchoue entre Chinois et Mandchous). La Déclaration universelle des droits de l'homme interdit dans son article 16 toute restriction au droit au mariage pour des raisons de race, de nationalité ou de religion.

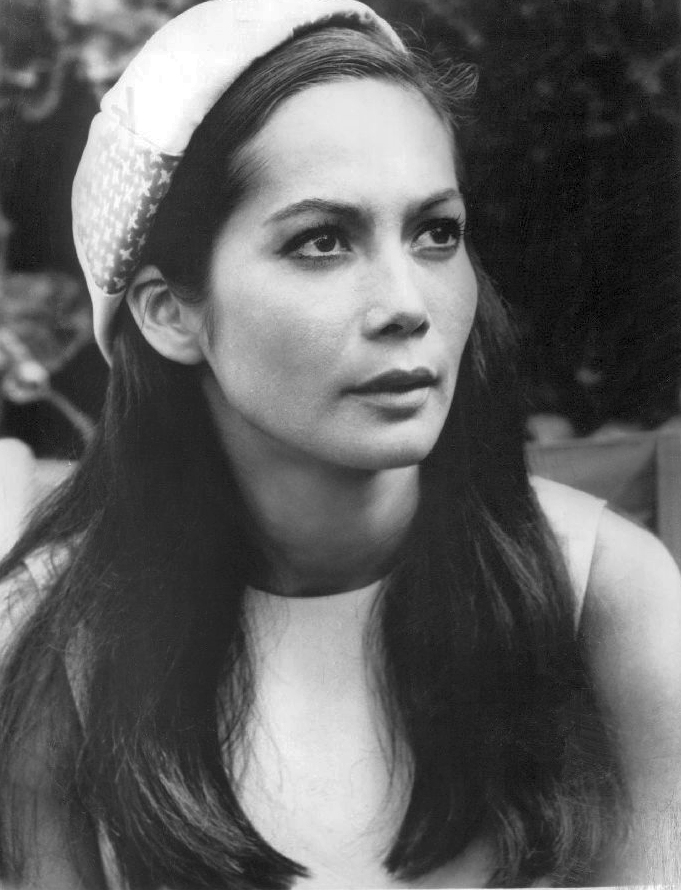
L'actrice américaine Nancy Kwan. Eurasienne (à la fois d'origine asiatique et européenne) et native de Hong Kong.

À part quelques éventuelles cultures traditionnelles hermétiquement isolées sur des îles de la Micronésie, il n'existe pourtant pas de peuple qui ne soit pas le résultat d'un certain métissage, remontant parfois très loin dans le temps, ni de culture qui n'ait été influencée par des éléments extérieurs.

### Métissage en Afrique
Le Cap-Vert, une ancienne colonie portugaise, est peuplé majoritairement de métis à 71 % provenant des colons portugais et des esclaves d'Afrique de l'Ouest (Sénégal, Guinée-Bissau…).[réf. nécessaire]
De même pour l’île Maurice, avec une population issue de descendants d'Indiens (majoritairement d'Inde du Nord), d'Africains de l'Est, d'Européens et d'une minorité de Chinois.
Le peuplement de cette île, inhabitée à sa découverte, a été réalisé initialement par des français et des Malgaches, puis des indiens de la côte de Malabar ou de Pondichéry. L'afflux massif d'esclaves (malgaches, africains), l'installation définitive sur l'île de marins français ou flamands (qui devenaient charpentiers, éleveurs ou cultivateurs), puis le recours à des « engagés » indiens de Mahé (côte de Malabar) ou pondichériens (appelés en langue créole « malbars »), et enfin l'arrivée plus tardive de chinois de Canton et d'indochinois au début du XXe siècle, ont entraîné de nombreux mélanges.
Dans le vocabulaire du créole réunionnais, le terme « kaf » (ou « cafre ») et le terme féminin « kafrine » (ou « cafrine ») désigne les personnes descendant des anciens esclaves affranchis provenant d'Afrique, le terme « malbar » (ou « malbaraise ») désigne les descendants des engagés indiens, celui de « yab » (ou « pattes jaunes ») désigne les descendants de colons européens d'origine modeste majoritairement installés dans les Hauts de La Réunion, le terme « kréol », ensuite, désigne une personne dont les origines sont diverses, le terme de « zoreille » désigne les personnes provenant de France métropolitaine ; enfin, le terme « zarabe » désigne les musulmans sunnites dont les ancêtres (souvent commerçants) étaient originaires majoritairement du Nord de l'Inde (Gujarat). Dans la langue créole de La Réunion, il y a un jeu de combinaison de termes pour désigner les origines d'une personne : « kaf-malbar » pour une personne ayant un parent « kaf » et un parent « malbar », « yab-malbar » pour une personne ayant un parent « yab » et un parent « malbar », etc. Le terme « zoréol(e) » les enfants nés à la Réunion ou en France d'au moins un parent créole et un parent « zoreil ».
Sur l’île de Mayotte la population est issue de croisements de populations depuis des siècles, elle est le résultat d’un métissage très riche.
C'est au XVIIe siècle que naît au Sénégal sur la petite côte, une communauté intermédiaire de métis, dirigée par des matriarches communément appelées signare. Elles régnèrent du XVIIIe au XIXe siècle sur les comptoirs de Gorée et Saint-Louis du Sénégal.
Les groupes métis dit « coloured » dans la population sud-africaine représente la troisième minorité en importance du pays et résident majoritairement dans l'ouest dont les provinces du Cap-Nord et Cap-Occidental, également, ils sont répartis au Botswana, en Namibie, en Zambie et au Zimbabwe. Ils se considèrent ni blanc, ni noir et ni asiatique ou comme un groupe homogène par leurs origines, leur langue ou leur religion.
En ce qui concerne le Congo, le métissage y a été important à la suite de sa colonisation par la Belgique de 1885 à 1960, mais Lissia Jeurissen note en 2002 que « Les statistiques existantes, éparses, généralisantes ou peu rigoureuses, ne permettent pas de définir avec précision le nombre de métis, reconnus ou non, évoluant dans l'ensemble du Congo entre 1918 et 1940; de plus, il est difficile d'en isoler l'élément exclusivement belgo-congolais, car elles englobent dans le terme mulâtre tout afro-européen ou afro-asiatique résidant dans la Colonie. Or, les éléments portugais, grecs et asiatiques présents au Congo constituent une proportion importante de la paternité du métissage. ». Dans les afro-asiatique, il faut évidemment inclure les congolo-japonais .
Par ailleurs, selon une étude génétique publiée en 2019, les populations du Maghreb sont également issues d'un mélange génétique provenant de quatre sources géographiques (Afrique du Nord elle-même (Ibéromaurusien), Europe, Moyen-Orient et Afrique subsaharienne) et temporelles différentes (migrations paléolithiques, néolithisation, arabisation et migrations récentes).
| Population         | Afrique du nord ancienne (Ibéromaurusien) | Europe | Moyen-Orient | Afrique sub-saharienne |
| ------------------ | ----------------------------------------- | ------ | ------------ | ---------------------- |
| Saharawi           | 37 %                                      | 34 %   | 18 %         | 11 %                   |
| Marocains          | 30 %                                      | 38 %   | 19 %         | 14 %                   |
| Berbères marocains | 28 %                                      | 47 %   | 17 %         | 8 %                    |
| Berbères Mozabites | 26 %                                      | 43 %   | 18 %         | 13 %                   |
| Algériens          | 22 %                                      | 46 %   | 17 %         | 15 %                   |
| Berbères Zenata    | 22 %                                      | 27 %   | 12 %         | 39 %                   |
| Libyens            | 22 %                                      | 34 %   | 35 %         | 9 %                    |
| Berbères tunisiens | 21 %                                      | 43 %   | 26 %         | 10 %                   |
| Tunisiens          | 18 %                                      | 44 %   | 25 %         | 13 %                   |

### Métissages en Amérique hispanique

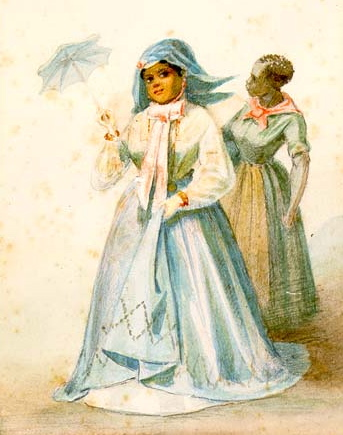
Femme créole de La Nouvelle-Orléans avec sa servante noire (1867).

Les métissages historiques sont, dans une large majorité le résultat de l'entreprise coloniale européenne amorcée au XVe siècle avec la colonisation des Amériques, puis de l'Afrique.

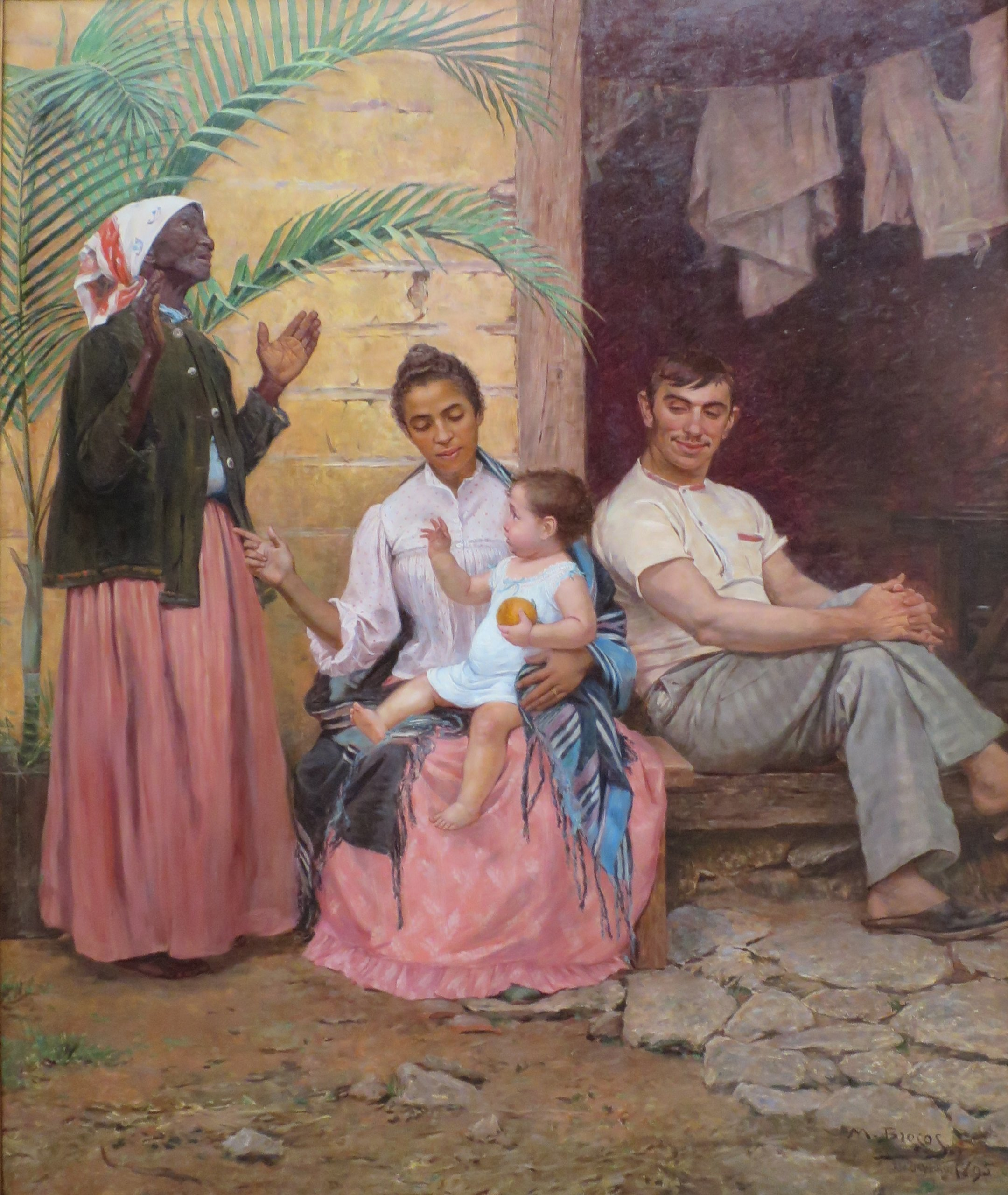
La Rédemption de Cham de Modesto Brocos (1895).

En Amérique hispanique, « métis / métisse » (« mestizo / mestiza » en espagnol) désignait à l'origine plus particulièrement une personne née d'un père indigène et d'une mère européenne ou d'un père européen et d'une mère indigène. En effet, les personnes issues d'un parent africain étaient appelés « zambos » ou créoles (les personnes issues d'un parent africain et d'un parent européen étant les mulâtres). Bien que le terme soit généralement encore utilisé pour les enfants dont l'un des parents est de type européen, le métissage concerne plus globalement tous les couples de type visiblement différent[réf. nécessaire].

#### Amérique centrale et du nord hispanique
La majorité (93 %) des Mexicains sont métis selon The American Journal of Physical Anthropology (2008), c'est-à-dire qu'ils possèdent des ascendants européens et indigènes.
Parmi les personnalités mexicaines célèbres de souche métisse :
- Porfirio Díaz ;
- Emiliano Zapata.

Au Guatemala, les études sur les groupes sanguins ont montré que 90 % des métis guatémaltèques descendent presque exclusivement d'Amérindiens. Leur métissage est donc principalement d'ordre culturel (adoption de la langue espagnole et de la religion catholique) et n'est donc pas génétique.

#### Amérique du Sud hispanique
En Équateur, au Pérou, en Bolivie, et au Paraguay, on constate un phénomène analogue de métissage culturel et non ou peu biologique, dans lequel les métis sont le plus souvent des amérindiens pratiquant l'espagnol et la religion catholique, tandis que les européens forment une élite dont la hiérarchie décroît en fonction du pourcentage d'origine amérindienne. On assiste même, dans certains de ces pays à des mouvements indigénistes tels que l'illustrait, dans les années 1990, la guérilla du Sentier lumineux au Pérou (dont un des thèmes de propagande aurait été l'élimination physique des métis)[réf. nécessaire] et, en 2006, l'élection du président indigène Evo Morales qui a réintroduit les statistiques raciales dans son pays.

#### Grandes Antilles espagnoles
Cuba se distingue des autres pays d'Amérique latine par la quasi absence des Amérindiens, ravagés par la variole et l'exploitation coloniale dès le XVIe siècle. Les métis issus d'unions entre personnes blanches et personnes noires sont très répandus, mais sont en pratique assimilés aux Noirs, avec lesquels ils tendent de plus en plus à se confondre, tandis que les européens, même pauvres, ont tendance à se maintenir entre eux sur le modèle américain. Ce phénomène de « gel du métissage » pourrait s'expliquer par la proximité des États-Unis, dont l'influence communautariste s'est fait sentir depuis la guerre hispano-américaine de 1896 et s'est maintenue en dépit du régime de Fidel Castro[réf. nécessaire]. Toutefois, une étude génétique publiée en 2014 a montré que le métissage était relativement important y compris chez les personnes se définissant comme blanches. En moyenne, les Cubains sont 72 % européen, 20 % africain et 8 % amérindien avec des proportions qui varient en fonction de l'identité mise en avant (Blanc, Noir, Mulatto ou Mestizo) :
| Auto-identification | Européen | Africain | Amérindien |
| Blanc               | 86 %     | 6,7 %    | 7,8 %      |
| Mulatto/Mestizo     | 63,8 %   | 25,5 %   | 10,7 %     |
| Noir                | 29 %     | 65.5 %   | 5,5 %      |

Lecture : en moyenne, les Cubains qui se définissent comme blanc, sont génétiquement 86 % européen, 6,7 % africain et 7,8 % amérindien. Ceux qui se définissent comme noir, sont 65,5 % africain, 29 % européen et 5,5 % amérindien.
En République dominicaine, 90 % de la population est mulâtre, mais sans symbiose avec les noirs qui y sont devenus minoritaires dont beaucoup d'origine haïtienne (africains). Ces derniers sont assimilés aux Haïtiens qui occupent l'autre moitié de l'ile de Saint-Domingue et occupent des positions subalternes. La République dominicaine est un des rares pays au monde (avec Madagascar) où la partie de la population qui exerce sa domination est issue d'un métissage et se revendique comme telle au détriment de la partie de la population restée non métissée[réf. nécessaire].
L’île de Porto Rico, est peuplée à 80 % d'Européens d'origine espagnole et de 20 % de mulâtres et de noirs qui vivent séparément des européens, conformément au modèle anglo-saxon. Là aussi on observe, sous l'influence du communautarisme américain, un développement séparé des deux communautés, se traduisant depuis un siècle par un « gel des métissages » qui se poursuit jusque chez les communautés portoricaines immigrées aux États-Unis (cf. le Spanish Harlem de New-York distinct de l'East Side où résident les blancs portoricains)[réf. nécessaire].

### Métissage au Canada

#### Métis du Canada
Au Canada de nos jours, Métis (avec majuscule) désigne un peuple autochtone habitant principalement le centre du pays, descendant des femmes cries, ojibwés, saulteaux et de colons pour la plupart français. D'ailleurs, les auteurs[Qui ?] associent automatiquement le terme métis aux métis francophones. Des Métis, majoritairement francophones et de foi catholique, fondèrent la province du Manitoba (ou État du Manitou). Il y a des métis dans tout le Canada, notamment en Ontario, en Saskatchewan, au Québec et au Labrador. Du fait d'une définition peu précise du peuple Métis, la population concernée est difficilement estimable. Les estimations varient de 300 000 à 800 000 personnes.
Les différentes communautés métisses parlent des langues différentes, surtout les personnes âgées et les habitants des communautés rurales. Selon le recensement canadien de 2006, il reste très peu de métis qui parlent leur langue traditionnelle, un dialecte du français appelé « métchif » (« mitchif », « mechif » ou « michif »), mais que les linguistes nomment français métis, pour la distinguer de la langue mixte français/cri du même nom parlée par d'autres communautés et souvent méprise pour un langage. D'autres communautés métis parlent l'anglais métis, le cri métis ou le saulteaux/ojibwé métis. Les écoles établies par l'église catholique se consacrèrent à remplacer cette langue par le français standard, et aujourd'hui l'anglais est souvent employé par les Métis.
Le gouvernement canadien ne reconnaît pas les métis comme « première nation », mais la constitution canadienne de 1982 les reconnaît comme peuple autochtone, ce qui leur permit de regagner des droits traditionnels (notamment les droits de chasse).
Le métis le plus célèbre du Canada est Louis Riel (1844-1885) qui négocia avec le gouvernement canadien la création de la province du Manitoba. Personnage central dans la Rébellion de la Rivière Rouge et la Rébellion du Nord-Ouest, il s'opposa au gouvernement canadien et, accusé de trahison, fut exécuté par pendaison le 16 novembre 1885. Riel reste aujourd'hui un personnage controversé de l'histoire canadienne, ses partisans le considérant comme un résistant héroïque. Après la seconde rébellion, des spéculateurs anglophones réussirent à déposséder les Métis de leurs terres en détournant un programme établi par le parlement canadien pour acheter ces terres[réf. nécessaire].

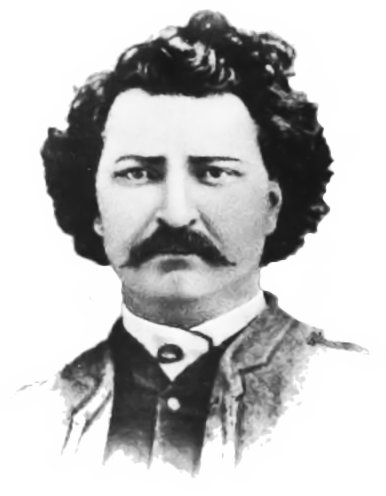
Louis Riel (en 1884), chef du Peuple Métis des Prairies canadiennes et fondateur de la province du Manitoba.

#### Métis du Labrador
Les métis du Labrador, appelés aussi les NunatuKavummiut, sont un peuple similaire à celui des Métis de la Rivière Rouge mais ne sont pas considérés comme des « Métis ». Ils sont descendants de femmes inuites et d'hommes européens de la région sud du Labrador.

### Métissage en France

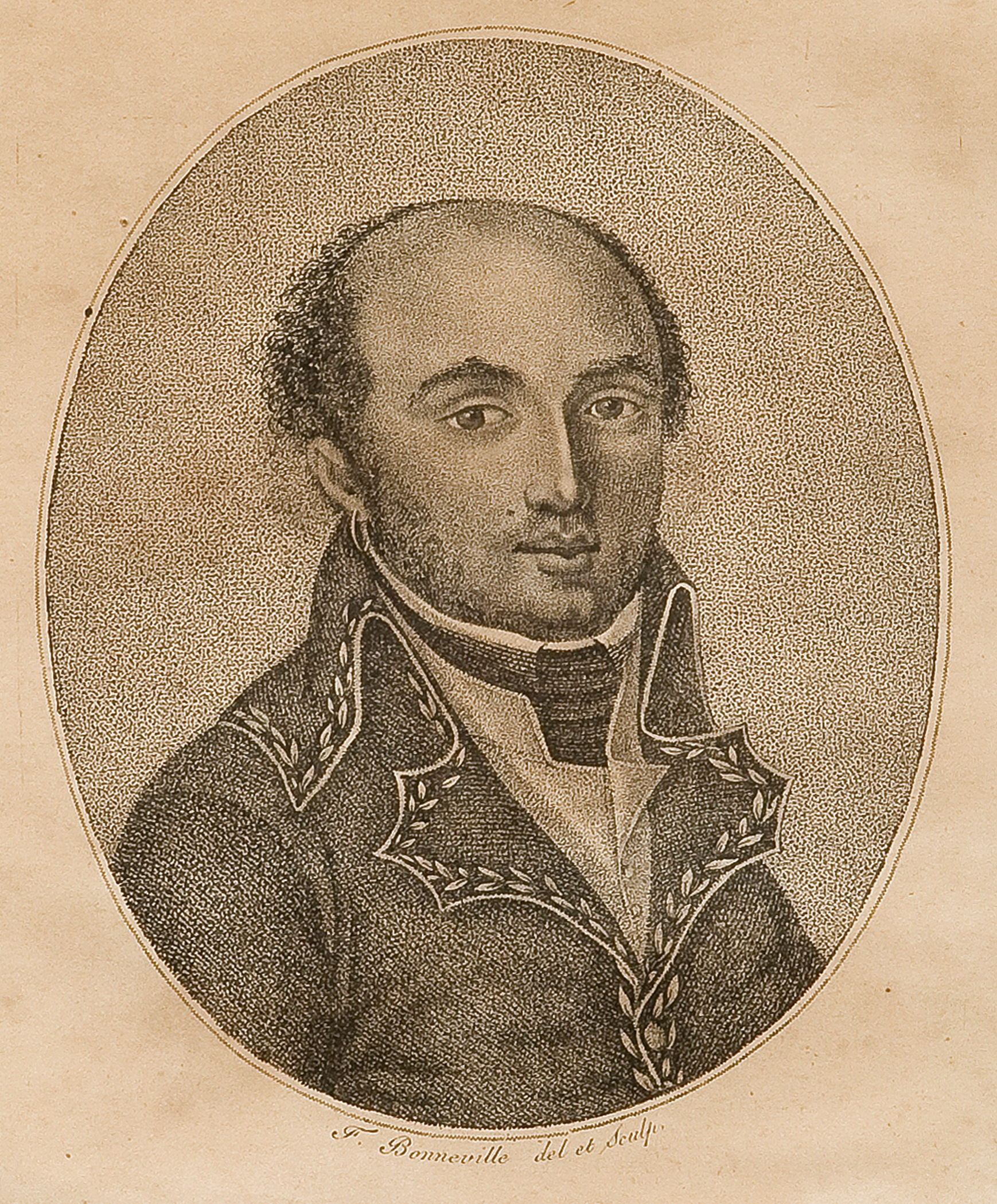
Thomas Alexandre Davy de La Pailleterie, général français d'origine afro-antillaise, dit général Dumas.

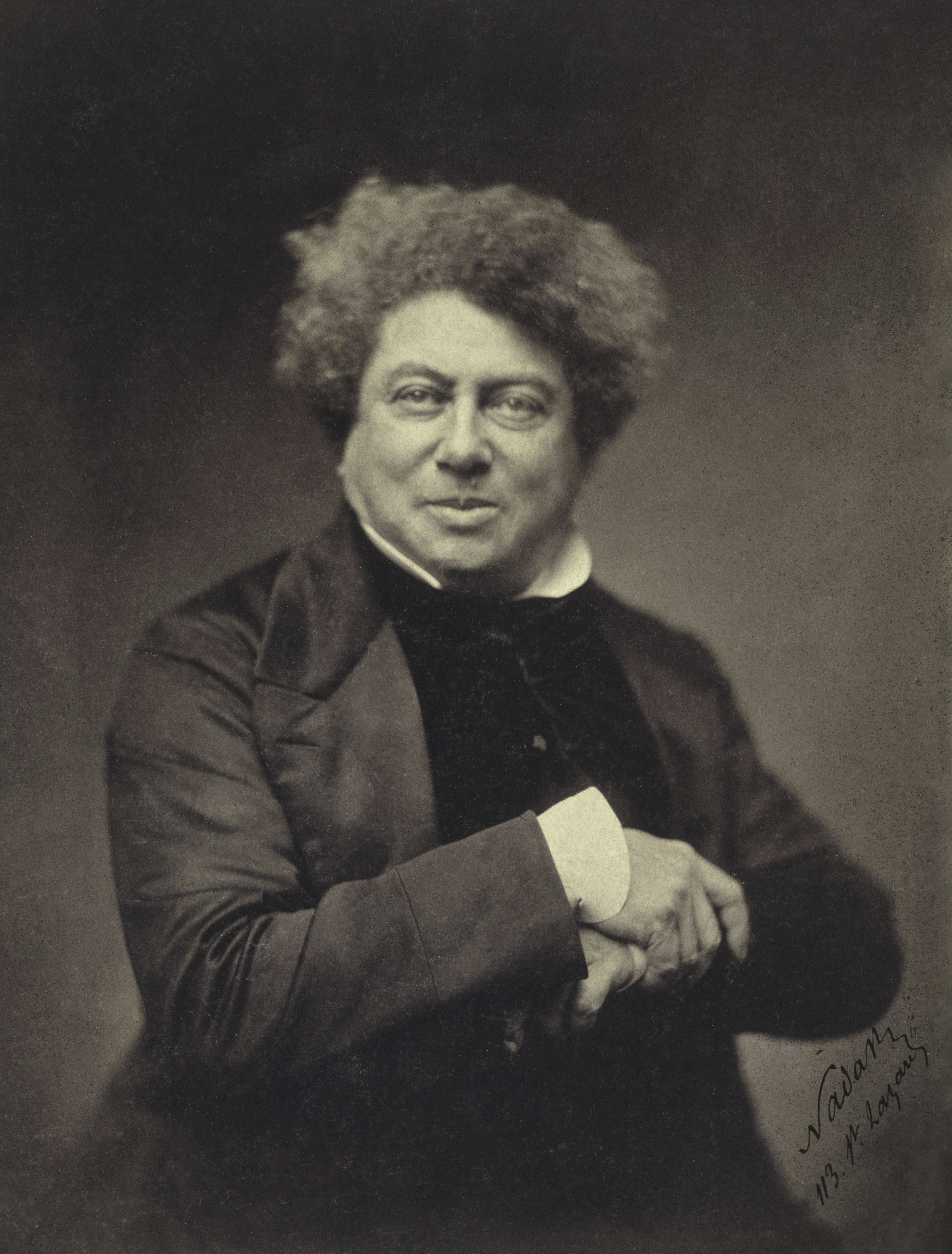
L'écrivain français Alexandre Dumas, fils du général Dumas.

Le territoire de France métropolitaine, comme l'Europe de manière plus générale, a d'abord été peuplé, il y a environ 45 000 ans, par des chasseurs-cueilleurs venus d'Afrique, via le Moyen-Orient. Il y a environ 7 000 ans, lors de la période Néolithique, une seconde vague de peuplement a eu lieu, constituée par des agriculteurs venus d'Anatolie qui ont quasiment remplacé les chasseurs-cueilleurs. Puis, il y a environ 4 500 ans, lors d'une troisième vague de peuplement, des pasteurs venus des steppes pontiques sont arrivés en Europe et ont remplacé, tout du moins du côté paternel, les précédentes populations originaires du Proche-Orient. Ces migrants ont sans doute également introduit les langues indo-européennes en Europe,.
Depuis environ 4 500 ans jusqu'à la deuxième moitié du XXe siècle, le territoire n'a quasiment plus connu de migrations extra-européennes de grande ampleur, hors cas anecdotiques. La population s'est constituée par l'apport successif de couches de peuplement principalement européens (Ligures, Celtes, Ibères, Latins, Germains, Vikings…) qui ont formé la population du pays à un moment donné.
D'après une étude génétique de 2013 où seuls les individus d'ascendance européenne ont été pris en compte, « la France se trouve dans le même groupe que l’Italie et les pays ibériques avec le plus faible nombre d’ancêtres communs avec les autres européens au cours des 1500 dernières années ». Une étude plus récente publiée en 2015 et basée sur l'ADN ancien a permis de déterminer l'origine génétique de l'ascendance des « Français de souche ». Cette ascendance serait principalement constituée de trois sources génétiques différentes, soit environ 12 % d'ancêtres chasseurs-cueilleurs du Paléolithique venus d'Afrique via le Moyen-Orient, environ 51 % d'ancêtres venus d'Anatolie au Néolithique et environ 37 % d'ancêtres venus des steppes pontiques durant l'âge du bronze,.
La deuxième moitié du XXe siècle marque le début de migrations très importantes de populations d'origine nord-africaine, subsaharienne et antillaise puis asiatique et d'un important métissage. Selon Pascal Blanchard, « désormais, les Français sont quasi majoritairement issus de ce passé migratoire. Un quart des Français ont une origine extra-européenne sur trois ou quatre générations et un autre quart ont un grand-parent au moins issu des immigrations intra-européenne ». Selon Hervé Le Bras, le véritable apport à la population française depuis le Néolithique n'est donc pas celui des Gaulois, des Basques, des Francs, des Wisigoths ou des Sarrasins mais celui des immigrants qui se sont succédé depuis le milieu du XIXe siècle. L'Insee rapporte également que près de 40 % des nouveau-nés en France entre 2006 et 2008 ont au moins un grand-parent né étranger à l’étranger (11 % au moins un grand-parent né dans l'Union européenne, 16 % au moins un grand-parent né au Maghreb et 12 % au moins un grand-parent né dans une autre région du monde). 15 % des nouveau-nés ont quatre grands-parents nés étrangers à l’étranger et 25 % ont à la fois des grands-parents nés étrangers à l’étranger et des grands-parents qui ne le sont pas (dont 12 % ont au moins un parent natif et l'autre parent d'origine non européenne et sont donc métis),.
Même si certains auteurs considéraient ce métissage comme dangereux tel Georges Vacher de Lapouge qui affirmait qu'il y avait en France sur une population de 40 millions (en 1926) « à peu près dix millions de Français mélangés, contaminés par des infiltrations anciennes provenant de pays voisins, par des importations d'esclaves faits sur les musulmans, et même par des africains introduits en grand nombre pendant les trois derniers siècles dans les provinces de l'Ouest » et « près de dix millions de métèques arrivés d'hier ou depuis un siècle au plus », d'autres, au contraire, ont mis en avant les avantages de ce métissage considéré comme une source d'enrichissement. Ainsi pour Jules Michelet : « Nul doute que notre patrie ne doive beaucoup à l'influence étrangère. Toutes les races du monde ont contribué pour doter cette Pandore… Races sur races, peuples sur peuples ». 
Pour Charles Seignobos : « La nation française est plus hétérogène qu'aucune autre nation d'Europe ; c'est en vérité une agglomération internationale de peuples… Les Français sont un peuple de métis ; il n'existe ni une race française, ni un type français ». 
Pour l'académicien Victor de Laprade : « le caractère originel de la nation française, c'est de provenir d'une fusion des races les plus diverses, de n'être asservie à aucune prédominance exclusive dans le sang et dans les aptitudes intellectuelles ; d'où résulte une capacité merveilleuse pour recevoir toute idée, pour tout comprendre, pour emprunter à chaque peuple ce qu'il y a de général, de plus universellement humain dans sa pensée, et pour le transmettre à celui dont l'esprit est différent ».
Peu important entre le Xe et le début du XIXe siècle où l'immigration en France fut faible, le métissage a continué dans l'histoire récente avec la colonisation et les migrations économiques ou politiques, volontaires ou forcées : Italiens et Polonais pour l'industrie minière, Italiens et Espagnols fuyant le fascisme et le franquisme, occupation allemande et libération par les troupes américaines, britanniques et d'outre-mer, besoin de main d'œuvre pour la reconstruction, et la facilité de circulation entre les pays. Ce métissage était cependant davantage culturel que racial, en raison de la proximité génétique des populations concernées. Jusque dans les années 1930, le seul phénomène de métissage génétique notable résultait de l'exode rural, avec le brassage de provinciaux méditerranéens avec les habitants de zones plus nordiques en région parisienne et dans les bassins miniers du Nord et de Lorraine. Dans les années 1930, le Dr René Martial, « l'un des principaux experts en matière de sélection raciale sous le régime de Vichy », prône que seules les populations au groupe sanguin O soient acceptées en France. Selon lui, ces peuples sont les seuls à avoir pu par le passé et à pouvoir encore s'intégrer harmonieusement parmi les Français. Ainsi cette immigration sélective serait constituée de Belges, de Suisses, de Néerlandais, de Tchécoslovaques, de Polonais, d'Italiens et de Berbères. Pour lui, le mélange idéal reste toutefois franco-allemand.

## Enjeux du métissage

### Aspects ethniques et culturels

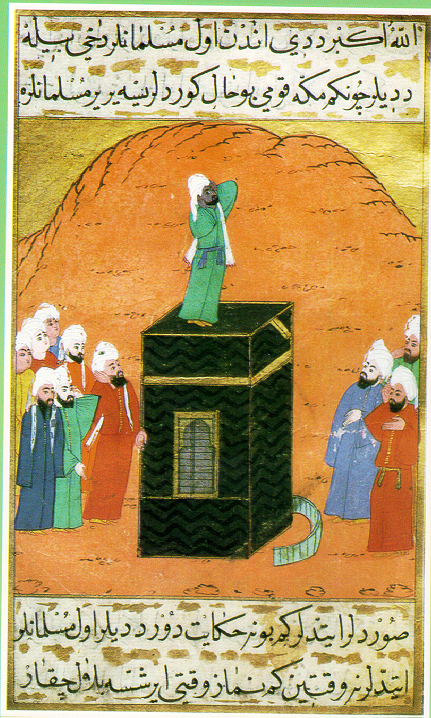
Bilal Ibn Rabah, l'un des compagnons du prophète Mahomet, est né à La Mecque d'un père arabe esclave et d'une mère abyssine prisonnière de guerre. Il est décrit comme le cinquième homme à avoir embrassé la religion musulmane.

Dans l'imaginaire de nombreux peuples, l'unité ethnique est symbolisée par le sang comme dans l'expression « sang bleu » des nobles français, le métissage est alors considéré comme un mélange de sang, les métis sont des « sang mêlés ». On parle ainsi du « droit du sang » lorsqu'un pays n'accorde la nationalité que lorsqu'un des parents a déjà la nationalité (par opposition au « droit du sol » qui accorde la nationalité aux individus nés dans le pays).

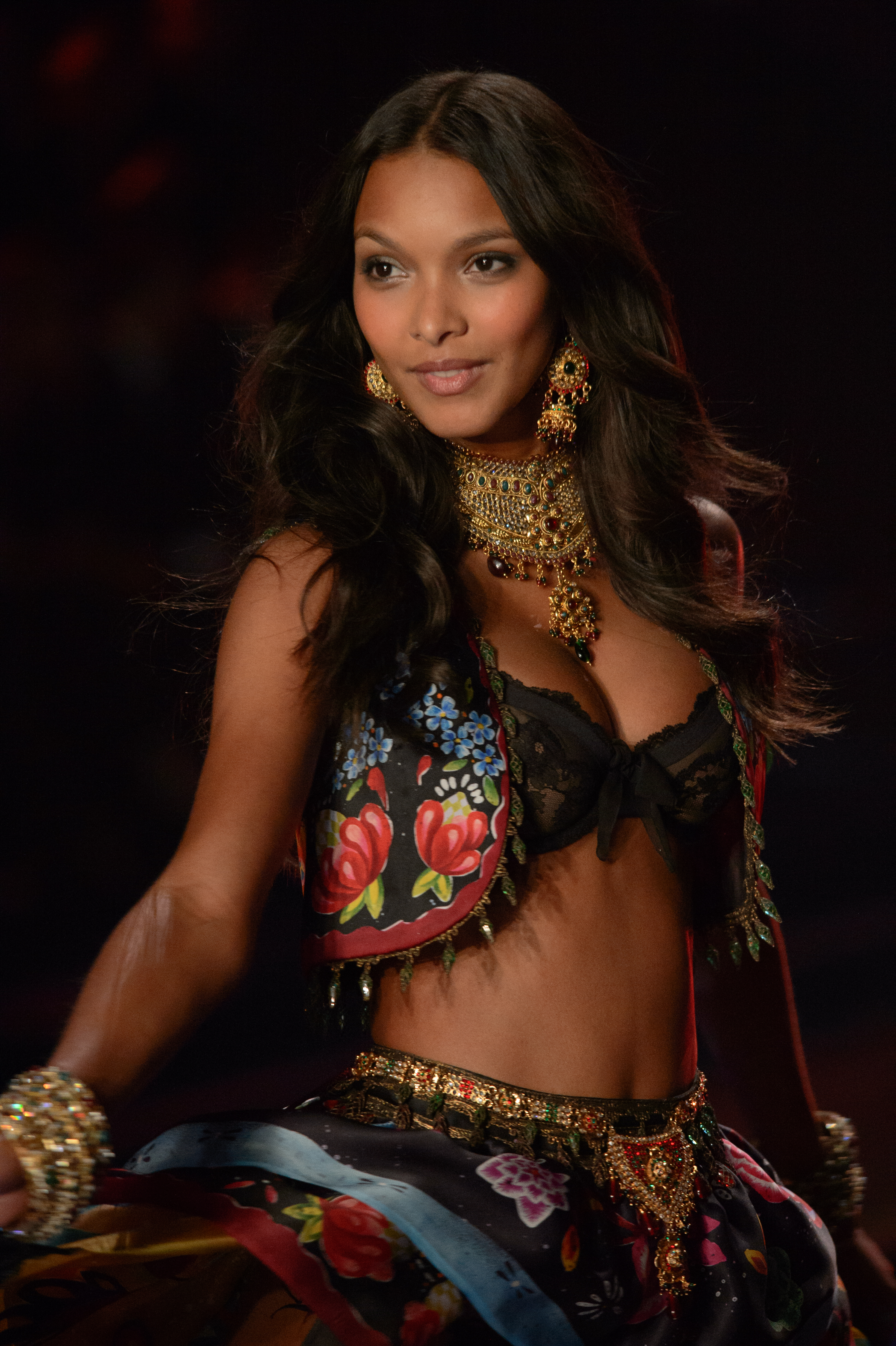
Lais Ribeiro, mannequin brésilienne

La devise de la Légion étrangère est par ailleurs « Étrangers devenus fils de France, non par le sang reçu, mais par le sang versé ».
Lorsqu'il y a tension entre des groupes ethniques, il arrive que les métis soient rejetés par leurs deux communautés d'origine. Il en va différemment du métissage culturel qui ouvre souvent de nouvelles possibilités, en particulier dans le domaine artistique, sans présenter le même caractère irréversible que le métissage génétique.
Le métissage des peuples s'accompagne quelquefois d'un métissage culturel dont il résulte de nouveaux modes de vie ou expressions artistiques. Toutefois, les simples échanges culturels, qui peuvent être de nature strictement informelle, ne se définissent pas comme les produits du métissage. Celui-ci procède d'une véritable émulation dont il résulte une nouvelle culture avec ses propres modes d'expression.
On peut citer parmi les régions du monde caractérisées par cette culture métisse les pays d'Amérique latine ou encore les Caraïbes. Le métissage, tant de la culture que des peuples, fait partie intégrante de l'histoire de ces régions et est revendiquée comme une identité culturelle.
Le blues traditionnel, musique très populaire dans l'Amérique rurale, est le produit du métissage entre la musique irlandaise, apportée par les Irlandais fuyant la répression au XIXe siècle, et le blues des esclaves noirs américains.

### Approche idéologique

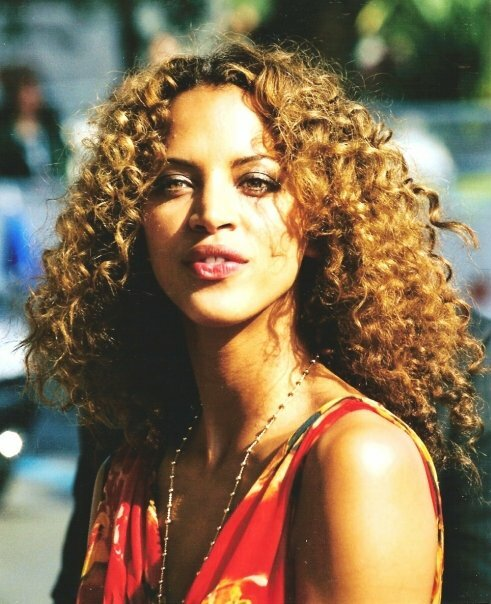
Noémie Lenoir, mannequin et actrice française, née d'un père français caucasien et d'une mère réunionnaise d'origine malgache.

D'un point de vue idéologique, les enjeux sont profondément enracinés dans les débats sur le racisme. Le racialisme, théorie considérée comme non scientifique, subdivisant l'espèce humaine en races nettement distinctes, nomme métisse une personne dont les parents sont de « races » différentes. Taguieff écrit : « Dans l'imaginaire racialiste, le métissage est pathologisé. » Cette définition était appliquée dans certains pays effectuant un classement officiel de leurs ressortissants en termes de race, par exemple l'Afrique du Sud à l'époque de l'apartheid. Aux États-Unis, en revanche, même si les parents appartiennent à des classifications ethniques différentes (Hispanic, Caucasian, Asian, Chinese, Japanese, Italian, African American), les enfants étaient rattachés à une seule de ces catégories dans les questionnaires de recensement. Depuis le recensement de 2000, les catégories « multiracial », « deux races ou plus » et « autre » sont proposées[réf. nécessaire].

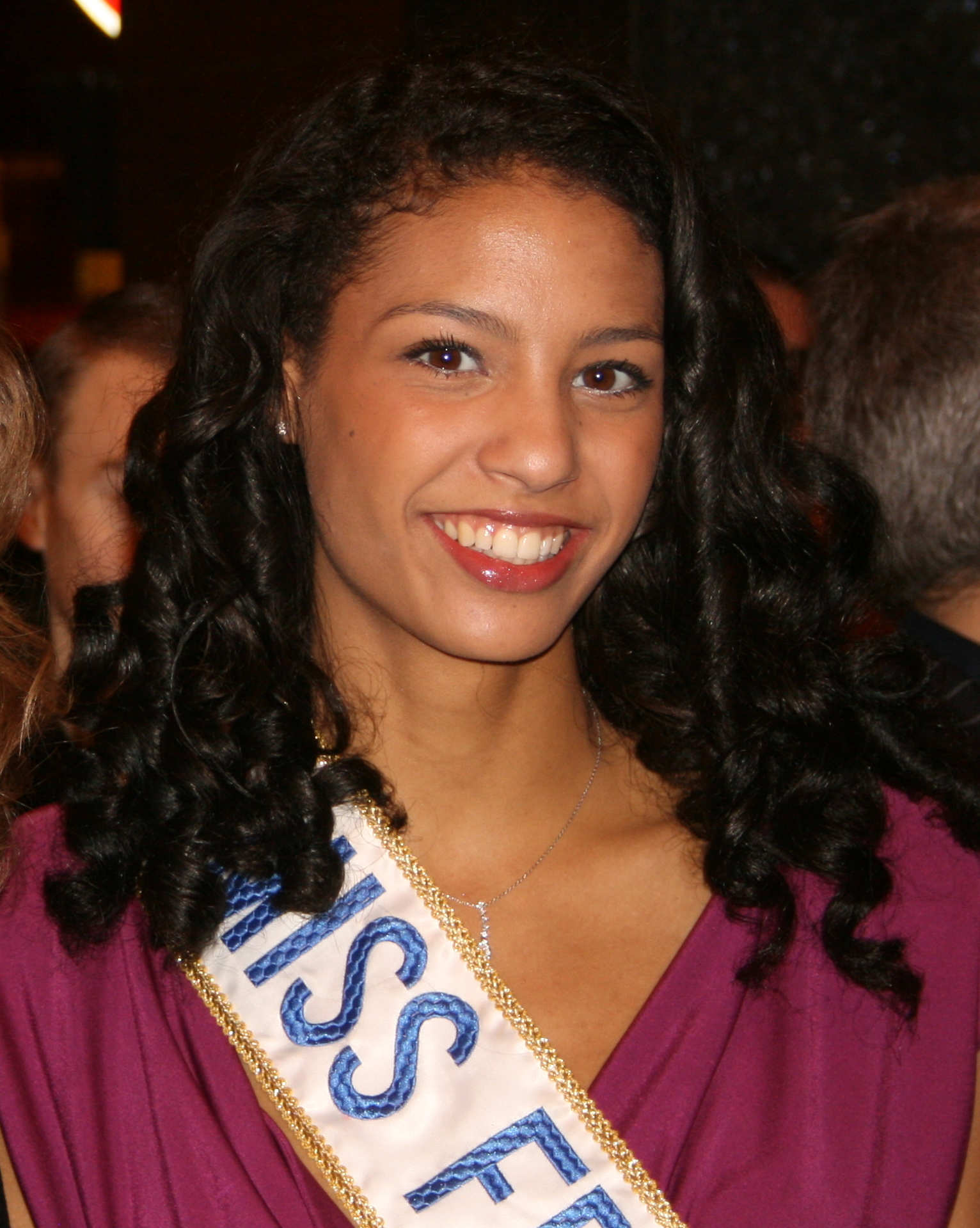
Chloé Mortaud, Miss France 2009, est une mannequin franco-américaine née d'un père européen (originaire de Poitou-Charentes) et d'une mère afro-américaine (originaire du Mississippi).

Avec le développement des idéaux pacifistes, la fin du XXe siècle a été marquée par une forte valorisation du métissage. Il devient un canon de beauté et l'on observe en effet l'élection des premiers top-models métis. Mais aussi, le métissage se forge une identité musicale avec la popularisation de la world music, tandis que la mode vestimentaire connaît une vague du « style ethnique ».[réf. nécessaire]
Le métissage est aussi perçu négativement par certaines franges politisées des populations, nombre de communautaristes, de racialistes, de racistes ou de suprémacistes s'opposent au métissage qu'ils assimilent à une politique génocidaire voulant créer un nouveau peuple.[réf. nécessaire]

### Approche scientifique
La question du métissage n'a été abordée par la science que sous l'angle de l'hybridation des espèces animales ou végétales (par exemple l'hybridation de l'âne et du cheval qui produit le mulet). L'hybridation est en effet abondamment utilisée par les généticiens afin d'obtenir un plus large choix de variétés et de déterminer, après sélection, les semences les plus aptes à répondre à un besoin donné.
En revanche, l'étude scientifique du métissage chez les humains a le plus souvent été accaparée par des auteurs pseudo-scientifiques, c'est-à-dire masquant une pensée idéologique raciste derrière un discours scientifique tronqué. C'est ainsi que, dans les pays anglo-saxons, le terme de métissage est souvent confondu avec le terme pseudo-scientifique de « miscegenation », suggérant que tout métissage entre êtres humains de « races » différentes produit nécessairement des individus moins aptes que leurs parents et concluant en faveur du communautarisme (doctrine « Equal but separated »).
L'étude scientifique menée par M. A. Mingroni, conclut que, hormis les cas de populations hyperconsanguines (inférieures à 50 personnes), telles que certaines tribus amazoniennes ou certaines dynasties royales pour lesquelles l'apport de sang neuf a un effet indubitablement positif, le QI des enfants métis est, en moyenne, intermédiaire à celui des deux parents, sans que l'on puisse déterminer si cela est dû à une transmission culturelle ou à une transmission génétique.
Selon Jacques Ruffié, l'hybridation en assurant aux hommes une réserve inépuisable de variétés de types génétiques produit un plus grand nombre d'individus « préadaptés » à de multiples situations d'environnement, donc susceptibles d'assurer à l'humanité de meilleures chances de survie.

### Circonstances du métissage
Le métissage au sens moderne du mot est favorisé par la proximité géographique, sociale, culturelle et/ou religieuse d'individus d'origines différentes. Par conséquent, en amont du métissage, il convient de relever le rôle des transports, de l'émancipation des femmes, du multiculturalisme et de la diminution de l'importance des religions communautaires.

### Perception des métis dans la société
Aux États-Unis par exemple, Barack Obama est souvent considéré à tort comme étant noir alors qu'il est le fils d'une américaine blanche du Kansas. Il faut noter cependant une différence de perception entre la France et les États-Unis à ce sujet, puisque la notion de métissage et de métis fut reconnue en France, à travers notamment la littérature. L'influence d'un écrivain comme Alexandre Dumas n'y est pas étrangère. Tandis qu'aux États-Unis de 1924 jusqu'en 1964, « la règle de la goutte » décrétait que chaque personne ayant une simple « goutte de sang noir » devait systématiquement être considéré comme Noire. Ce concept était basé sur la théorie raciste de l'infériorité des Noirs, très répandue à l'époque. C'est sur cette base que Walter Plecker voulait ainsi empêcher des unions mixtes afin de garder la communauté blanche "pure"[réf. nécessaire].
Sur la condition des métis dans la société, le journaliste Bertrand Dicale, métis d'une Auvergnate et d'un Guadeloupéen, a écrit le livre Maudit Métis alors que Fabrice Olivet a écrit La question métisse. Selon ce dernier « la France est probablement le pays qui a œuvré le plus pour bâtir un monde sans frontières, sans races et sans religions » et « la question métisse imprègne structurellement notre fameuse identité nationale, mais personne n’ose en parler »,. Un film d'Alfred Hitchcock de sa période britannique Murder, imagine l'histoire d'un meurtrier métis qui veut à tout prix cacher son secret.

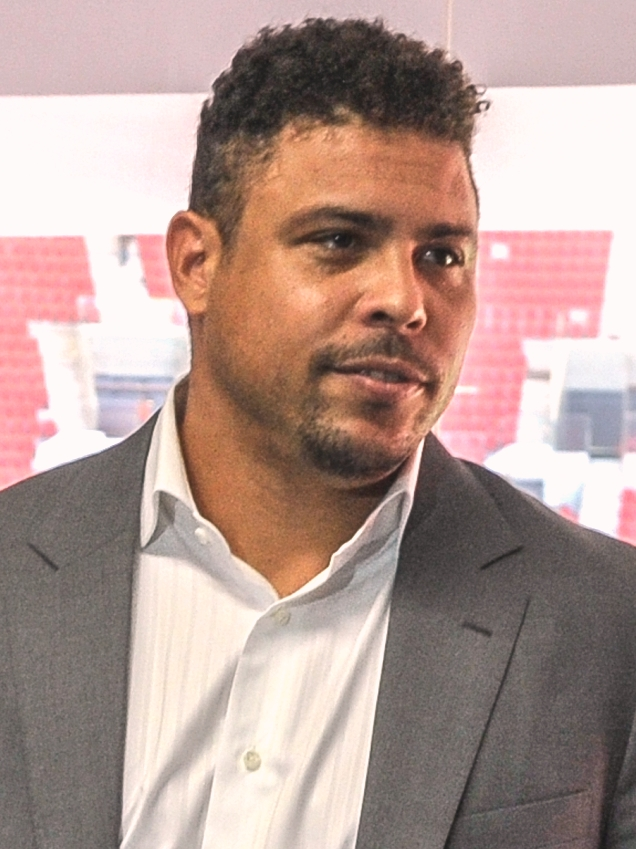
Ronaldo, joueur de football international brésilien.
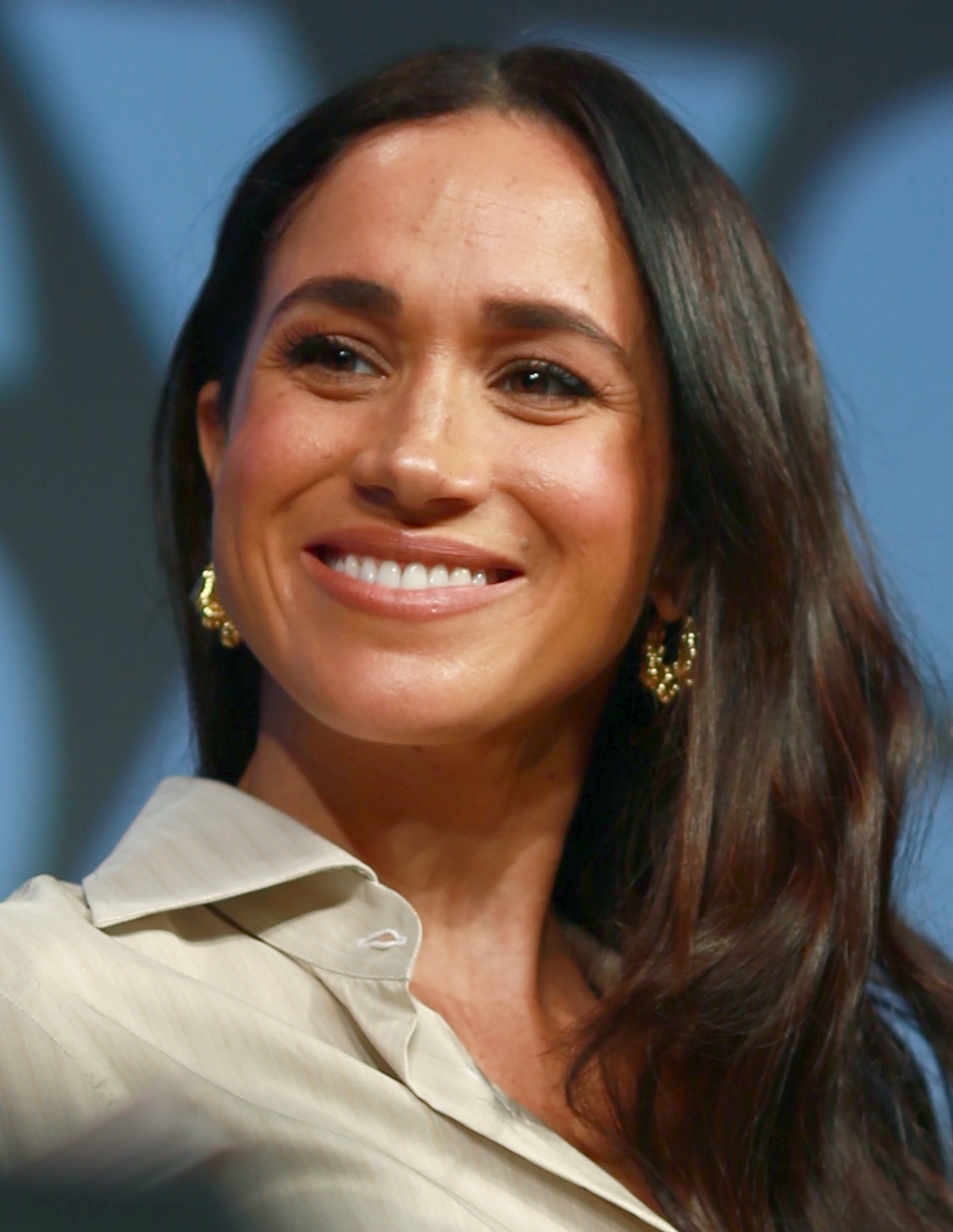
Meghan Markle, actrice américaine et duchesse de Sussex.
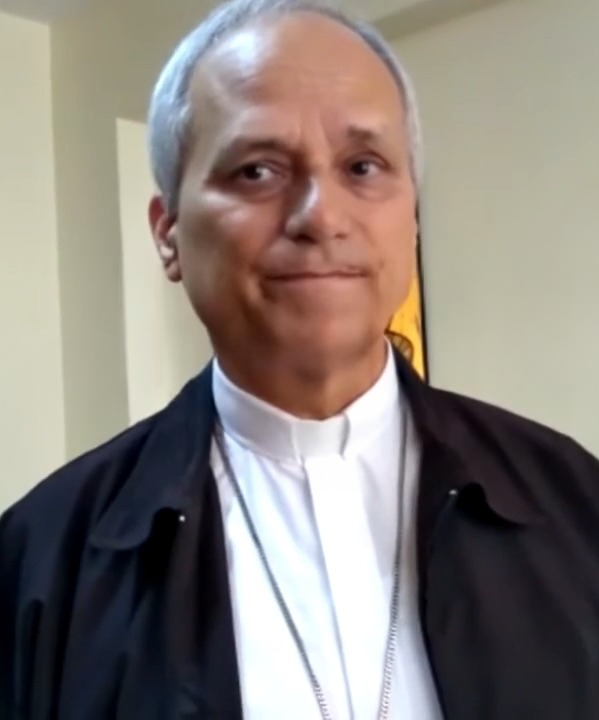
Robert Francis Prevost en 2018, futur pape Léon XIV.